# Gare de Pratteln
La gare de Pratteln (en allemand Bahnhof Pratteln) est l'une des deux gares de Pratteln, en Suisse.

## Service voyageurs

### Desserte
| Origine                | Arrêt précédent | Train | Train | Train | Arrêt suivant           | Destination         |
| ---------------------- | --------------- | ----- | ----- | ----- | ----------------------- | ------------------- |
| Bâle CFF               | Muttenz         |       | S     |       | Pratteln-Salina Raurica | Frick ou Laufenburg |
| Delémont ou Porrentruy | Muttenz         |       | S     |       | Frenkendorf-Füllinsdorf | Olten               |